# Michael Cudlitz
Michael Cudlitz (Long Island, 29 dicembre 1964) è un attore statunitense.
Conosciuto principalmente per aver interpretato il ruolo del sergente Denver "Bull" Randleman nella miniserie Band of Brothers - Fratelli al fronte, dell'agente John Cooper nella serie Southland e del sergente Abraham Ford nella serie The Walking Dead.

## Biografia
Michael Cudlitz è nato a Long Island, nello stato di New York, ma è cresciuto a Lakewood, nel New Jersey. Durante i suoi studi ha frequentato il California Institute of the Arts. Michael è sposato con l'attrice Rachel Cudlitz, dalla quale ha avuto due figli, Max e Mason, nate nel 1997. La carriera dell'attore ha inizio nel 1989, anno in cui recita nel ruolo di Scottie nel cortometraggio Crystal Ball. Da quel momento in poi inizia ad apparire in numerose produzioni sia cinematografiche che televisive.
Nel 1992, dopo essere apparso come guest star in serie televisive come 21 Jump Street, Avvocati a Los Angeles e Genitori in blue jeans, ottiene la parte di Chub nel film diretto da Robert Redford In mezzo scorre il fiume. Sempre nello stesso anno entra a far parte del cast di Beverly Hills 90210 nel ruolo ricorrente di Tony Miller, che interpreterà fino al 1993 per un totale di undici episodi. Sempre nel 1993 recita nel ruolo di Tad Overton nel film di Rob Cohen Dragon - La storia di Bruce Lee e partecipa a due episodi della serie televisiva di breve durata Against the Grain.
Nel 1996 interpreta il ruolo di Cole nel film Ducks - Una squadra a tutto ghiaccio e recita in due episodi della serie televisiva Renegade, mentre l'anno successivo recita accanto a John Cusack, Minnie Driver e Dan Aykroyd nel film L'ultimo contratto. Tra il 1998 e il 1999 recita nei film Il negoziatore e Piovuta dal cielo e partecipa sempre come guest star in alcuni episodi di Il tocco di un angelo, NYPD - New York Police Department, Quell'uragano di papà, Buffy l'ammazzavampiri, Walker Texas Ranger e Chicago Hope.
Nel 2001 ottiene uno dei ruoli per cui è maggiormente conosciuto dal grande pubblico, ossia quello del sergente Denver "Bull" Randleman della miniserie televisiva della HBO Band of Brothers - Fratelli al fronte. L'attore è apparso in nove dei dieci episodi che compongono la miniserie, non apparendo solo nel secondo. Terminata l'esperienza di Band of Brothers partecipa ad alcune serie televisive come The Practice - Professione avvocati, 24, Senza traccia, Nip/Tuck,  Prison Break e Lost mentre nel 2006 recita nel film diretto da Wayne Kramer; Running.
Tra il 2006 e il 2007 partecipa alla serie televisiva Standoff nel ruolo principale di Frank Rogers, il capo dell'unità tattica che affianca i negoziatori durante le loro operazioni. Successivamente partecipa ai film Sex Movie in 4D, Crossing Over, Stolen - Rapiti e Il mondo dei replicanti e recita in tre episodi della serie televisiva Life. Nel 2009 entra a far parte del cast principale della serie televisiva Southland nel ruolo di John Cooper.  Nel 2013 viene scritturato dalla AMC per il ruolo del sergente Abraham Ford nella serie televisiva post-apocalittica The Walking Dead.
Oltre a essere un attore Cudlitz ha avuto anche alcune esperienze come doppiatore, ha infatti prestato la sua voce ad alcuni titoli della serie di videogiochi Call of Duty tra cui Call of Duty 2, Call of Duty 4: Modern Warfare, Call of Duty: Modern Warfare 2 e Call of Duty: Modern Warfare 3. Nel 2018 ha esordito alla regia dirigendo il settimo episodio della nona stagione di The Walking Dead. Nel marzo 2019, viene riconfermato come regista del terzo episodio della decima stagione della serie. Nel 2020 assume la regia del sesto episodio della prima stagione di The Walking Dead: World Beyond.

## Filmografia

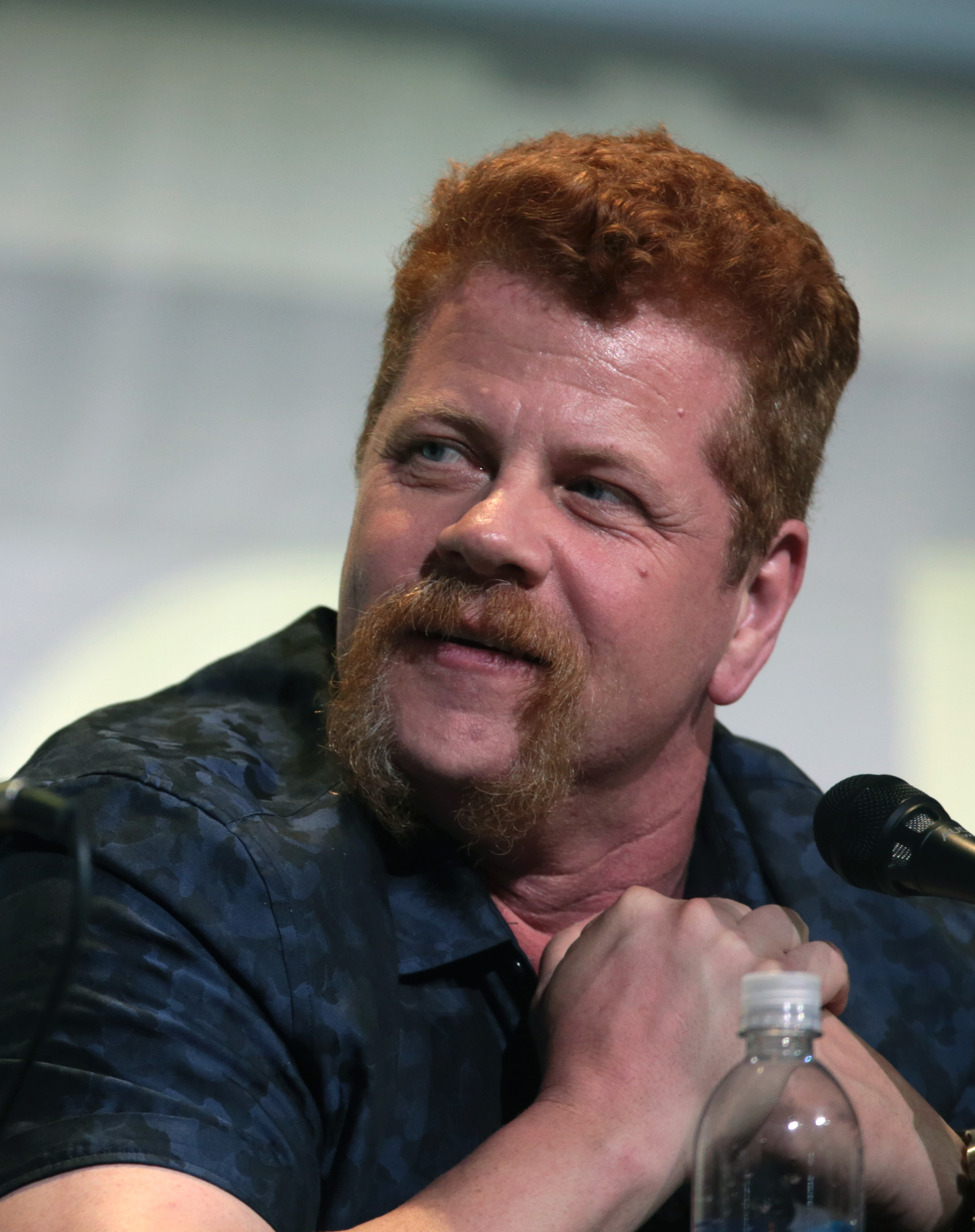
Michael Cudlitz al San Diego Comic-Con 2016

### Attore

#### Cinema
- In mezzo scorre il fiume (A River Runs Through It), regia di Robert Redford (1992)
- Dragon - La storia di Bruce Lee (Dragon: The Bruce Lee Story), regia di Rob Cohen (1993)
- Ducks - Una squadra a tutto ghiaccio (D3: The Mighty Ducks), regia di Robert Lieberman (1996)
- L'ultimo contratto (Grosse Poite Blank), regia di George Armitage (1997)
- Il negoziatore (The Negotiator), regia di F. Gary Gray (1998)
- Piovuta dal cielo (Forces of Nature), regia di Bronwen Hughes (1999)
- Running (Running Scared), regia di Wayne Kramer (2006)
- Sex Movie in 4D, regia di Sean Anders (2008)
- Crossing Over, regia di Wayne Kramer (2009)
- Il mondo dei replicanti (Surrogates), regia di Jonathan Mostow (2009)
- Stolen - Rapiti (Stolen), regia di Anders Anderson (2009)
- Rogue River, regia di Jourdan McClure (2012)
- Dark Tourist, regia di Suri Krishnamma (2012)
- Pawn Shop Chronicles, regia di Wayne Kramer (2013)
- Cesar Chavez, regia di Diego Luna (2014)
- Driven - Il caso DeLorean (Driven), regia di Nick Hamm (2018)
- Five Women in the End, regia di Kd Amond (2019)
- Red Stone, regia di Derek Presley (2021)
- Manifest West, regia di Joe Dietsch e Louie Gibson
- Uno splendido disastro (Beautiful Disaster), regia di Roger Kumble (2023)

#### Televisione
- I quattro della scuola di polizia (21 Jump Street) – serie TV, episodio 5x20 (1991)
- L.A. Law - Avvocati a Los Angeles (L.A. Law) – serie TV, episodio 6x03 (1991)
- Genitori in blue jeans (Growing Pains) – serie TV, episodi 7x08-7x14 (1991-1992)
- Una bionda per papà (Step by Step) – serie TV, episodio 1x14 (1992)
- Beverly Hills 90210 – serie TV, 11 episodi (1992-1993)
- Una famiglia come le altre (Life Goes On) – serie TV, episodio 3x15 (1992)
- Against the Grain – serie TV, episodi 1x01-1x02 (1993)
- La famiglia Brock (Picket Fences) – serie TV, episodio 3x06 (1994)
- Marshal (The Marshal) – serie TV, episodio 2x09 (1995)
- E.R. - Medici in prima linea (ER) – serie TV, episodio 2x16 (1996)
- Pacific Blue – serie TV, episodio 2x06 (1996)
- Renegade – serie TV, episodi 4x20-5x08 (1996)
- JAG - Avvocati in divisa (JAG) – serie TV, episodi 2x11-9x17 (1997-2004)
- Cinque in famiglia (Party of Five) – serie TV, episodio 4x02 (1997)
- Il tocco di un angelo (Touched by an Angel) – serie TV, episodio 4x19 (1998)
- NYPD - New York Police Department (NYPD Blue) – serie TV, episodio 5x19 (1998)
- Quell'uragano di papà (Home Improvement) – serie TV, episodio 8x01 (1998)
- Buffy l'ammazzavampiri (Buffy The Vampire Slayer) – serie TV, episodio 3x13 (1999)
- Chicago Hope – serie TV, episodio 5x21 (1999)
- Spie (Snoops) – serie TV, episodio 1x07 (1999)
- Love & Money – serie TV, episodi 1x10-1x11 (2000)
- Walker Texas Ranger – serie TV, episodio 9x19 (2001) – non accreditato
- Six Feet Under – serie TV, episodio 1x08 (2001)
- Band of Brothers - Fratelli al fronte (Band of Brothers) – miniserie TV, 9 episodi (2001)
- Quello che gli uomini non dicono (The Mind of the Married Man) – serie TV, episodi 1x07-1x08 (2001)
- CSI - Scena del crimine (CSI: Crime Scene Investigation) – serie TV, episodi 2x09-9x11 (2001-2009)
- Philly – serie TV, episodio 1x11 (2001)
- The Practice - Professione avvocati (The Practice) – serie TV, episodio 6x11 (2002)
- In tribunale con Lynn (Family Law) – serie TV, episodio 3x17 (2002)
- Fastlane – serie TV, episodio 1x02 (2002)
- Live from Baghdad, regia di Mick Jackson – film TV (2002)
- 24 – serie TV, episodi 2x07-2x08-2x09 (2002-2003)
- Senza traccia (Without a Trace) – serie TV, episodi 2x14-3x22 (2004-2005)
- Nip/Tuck – serie TV, episodio 2x05 (2004)
- Dr. Vegas – serie TV, episodio 1x06 (2004)
- Las Vegas – serie TV, episodio 2x12 (2005)
- Medical Investigation – serie TV, episodio 1x15 (2005)
- CSI: Miami – serie TV, episodio 3x16 (2005)
- Line of Fire – serie TV, episodio 1x11 (2005)
- Over There – serie TV, episodio 1x03 (2005)
- The Dead Zone – serie TV, episodio 4x09 (2005)
- Prison Break – serie TV, episodi 1x06-1x07 (2005)
- Lost – serie TV, episodi 2x08-4x01 (2005-2008)
- Wanted – serie TV, episodio 1x10 (2005)
- Sleeper Cell – serie TV, episodio 1x08 (2005)
- Close to Home - Giustizia ad ogni costo (Close to Home) – serie TV, episodio 1x16 (2006)
- CSI: NY – serie TV, episodio 2x19 (2006)
- Standoff – serie TV, 16 episodi (2006-2007)
- Life – serie TV, episodi 1x01-1x11-2x06 (2007-2008)
- Bones – serie TV, episodio 3x03 (2007)
- Criminal Minds – serie TV, episodio 3x07 (2007)
- The Cleaner – serie TV, episodio 1x01 (2008)
- Knight Rider – serie TV, episodio 1x13 (2009)
- Eleventh Hour – serie TV, episodio 1x14 (2009)
- Saving Grace – serie TV, episodio 2x08 (2009)
- Southland – serie TV, 42 episodi (2009-2013)
- Il silenzio del testimone (Silent Witness), regia di Peter Markle – film TV (2011)
- The Walking Dead – serie TV, 30 episodi (2014-2018)
- Ballers – serie TV, episodi 1x08-1x09 (2015)
- House of Lies – serie TV, episodi 5x09-5x10 (2016)
- Kings of Con – webserie, episodio 1x08 (2017)
- The Trustee, regia di Michael Engler – episodio pilota (2017)
- Young Sheldon – serie TV, episodio 1x19 (2018)
- The Kids Are Alright – serie TV, 23 episodi (2018-2019)
- Clarice – serie TV, 13 episodi (2021)
- Bosch: l'eredità (Bosch: Legacy) – serie TV, episodio 1x10 (2022)
- Superman & Lois – serie TV (2023-in corso)

### Regista
- The Walking Dead – serie TV, 4 episodi (2018-2019, 2022)
- The Walking Dead: World Beyond – serie TV, episodio 1x06-1x07 (2020)

### Doppiatore
- Call of Duty 2 – videogioco (2005)
- Call of Duty 2: Big Red One – videogioco (2005)
- Call of Duty 4: Modern Warfare – videogioco (2007)
- Call of Duty: Modern Warfare 2 – videogioco (2009)
- Call of Duty: Modern Warfare 3 – videogioco (2011)
- Return to Hardwick, regia di Michael Sellers – documentario (2019)
- Invincible – serie animata, episodio 1x01 (2021)

## Doppiatori italiani
Nelle versioni in italiano delle opere in cui ha recitato, Michael Cudlitz è stato doppiato da: 
- Franco Mannella in Piovuta dal cielo, JAG - Avvocati in divisa, Il silenzio del testimone, The Walking Dead
- Roberto Stocchi in Beverly Hills 90210, 24
- Simone Mori in Standoff, Running
- Gerolamo Alchieri in Life, Criminal Minds
- Massimo Bitossi ne Il mondo dei replicanti, House of Lies
- Riccardo Rossi in In mezzo scorre il fiume
- Francesco Pezzulli in Ducks - Una squadra a tutto ghiaccio
- Nino D'Agata in CSI - Scena del crimine (ep. 2x09)
- Stefano De Sando in CSI - Scena del crimine (ep. 9x11)
- Stefano Billi in CSI: NY
- Gino Manfredi in CSI: Miami
- Vittorio Stagni in Band of Brothers - Fratelli al fronte
- Riccardo Lombardo in Nip/Tuck
- Nanni Baldini in Senza traccia
- Mirko Mazzanti in Lost
- Edoardo Nordio in Sleeper Cell
- Roberto Certomà in Bones
- Christian Iansante in Sex Movie in 4D
- Vittorio De Angelis in Southland
- Enzo Avolio in Prison Break
- Achille D'Aniello in Crossing Over
- Stefano Santerini in Ballers
- Luigi Ferraro in Driven - Il caso DeLorean
- Massimo Rossi in Clarice
- Gianluca Machelli in Bosch: l'eredità
- Dario Oppido in Uno splendido disastro

Da doppiatore è sostituito da:
- Alessandro D'Errico in Call of Duty 2: Big Red One
- Franco Mannella in Invincible